# Manabu Ikeda
Manabu Ikeda (Osaka, 3 juli 1980) is een voormalig Japans voetballer.

## Carrière
Manabu Ikeda speelde tussen 1999 en 2004 voor Urawa Red Diamonds en Shonan Bellmare.